# Jan Breydel Stadion
Jan Breydel Stadion – obiekt, na którym swoje mecze rozgrywają dwa kluby z Brugii – Club Brugge i Cercle Brugge. Wybudowany został w 1975 roku. W 1999 roku stadion został przebudowany by móc gościć finały Euro 2000. Nazwa stadionu wywodzi się od nazwiska jednego z przywódców powstania we Flandrii – Jana Breydela.
Stadion może pomieścić ponad 29 tysięcy widzów. Znajduje się tam między innymi: 13 loży dla VIP-ów, 212 miejsc dla dziennikarzy i 32 miejsca dla niepełnosprawnych. Przed przebudową pojemność obiektu wynosiła 18 tysięcy. Wszystkie cztery trybuny są zadaszone.
Przebudowywane zostały dwie trybuny za bramkami (północna i południowa). Na trybunie północnej krzesełka tworzą napis "Jan Breydel Stadion". Miejsca na odnowionych trybunach razem z łukami są w kolorach drużyn z Brugii.
W inauguracyjny meczu na Jan Breydel Stadion, gospodarze – Club Brugge pokonali RSC Anderlecht 2:0, a kibice drużyny gości zdemolowali 250 nowych krzesełek.
Podczas Euro 2000 obiekt gościł 4 spotkania. Francja – Dania, Jugosławia – Hiszpania, Czechy – Francja, oraz mecz ćwierćfinałowy – Hiszpania – Francja.